# Сарту
Сарту́ (кит. упр. 萨尔图, пиньинь Sà'ěrtú) — район городского подчинения городского округа Дацин провинции Хэйлунцзян (КНР). Политический, экономический и культурный центр Дацина. Название района — это монгольское слово, означающее «место, где встаёт луна».

## История
Во времена монгольской империи Юань в этих местах был улус Джочи-Хасара — младшего брата Чингисхана.
Во времена империи Цин эти места относились ко Внутренней Монголии — хошун Дурбэд аймака Джирим. С 1906 года они стали подчиняться Аньдаскому комиссариату (安达厅), который после Синьхайской революции в 1913 году трансформировался в уезд Аньда (安达县).
С образованием в 1960 году города Аньда был образован и район Сарту в его составе. В 1965 году деление города на районы было ликвидировано, и район Сарту был преобразован в посёлок «Красное знамя» (红旗镇). В 1974 году посёлок вновь стал районом Сарту.

## Административное деление
Район Сарту делится на 9 уличных комитетов (в городе Дацин).
| № | Название  | Название (кит.)  | Статус          | Население чел. (2010) | На карте                         |
| - | --------- | ---------------- | --------------- | --------------------- | -------------------------------- |
| 1 | Дунъань   | 东安街道办事处   | уличный комитет | 91234                 | 46°34′40″ с. ш. 125°06′52″ в. д. |
| 2 | Дунфэн    | 东风街道办事处   | уличный комитет | 78410                 | 46°34′40″ с. ш. 125°06′52″ в. д. |
| 3 | Хуэйчжань | 会战街道办事处   | уличный комитет | 38673                 | 46°34′40″ с. ш. 125°06′52″ в. д. |
| 4 | Тежэнь    | 铁人街道办事处   | уличный комитет | 36780                 | 46°34′40″ с. ш. 125°06′52″ в. д. |
| 5 | Юнцзюнь   | 拥军街道办事处   | уличный комитет | 20096                 | 46°34′40″ с. ш. 125°06′52″ в. д. |
| 6 | Саэрту    | 萨尔图街道办事处 | уличный комитет | 19720                 | 46°34′40″ с. ш. 125°06′52″ в. д. |
| 7 | Фуцян     | 富强街道办事处   | уличный комитет | 18322                 | 46°34′40″ с. ш. 125°06′52″ в. д. |
| 8 | Хоцзюй    | 火炬街道办事处   | уличный комитет | 17320                 | 46°34′40″ с. ш. 125°06′52″ в. д. |
| 9 | Юи        | 友谊街道办事处   | уличный комитет | 8253                  | 46°34′40″ с. ш. 125°06′52″ в. д. |

## Соседние административные единицы
Район Сарту граничит со следующими административными единицами:
- Район Лунфэн (на юго-востоке)
- Район Хунган (на юго-западе)
- Район Жанхулу (на западе)
- Уезд Линьдянь (на севере)
- Городской округ Суйхуа (на северо-востоке)